# Spulerina castaneae
Spulerina castaneae är en fjärilsart som beskrevs av Tosio Kumata och Hiroshi Kuroko 1988. Spulerina castaneae ingår i släktet Spulerina och familjen styltmalar. Inga underarter finns listade i Catalogue of Life.